# Si le vent soulève les sables
Pour plus de détails, voir Fiche technique et Distribution.
Si le vent soulève les sables est un film franco-belge réalisé par Marion Hänsel, adapté du roman Chamelle de Marc Durin-Valois et sorti en 2006.

## Synopsis
Quelque part en Afrique, une petite ville est menacée par l'avancée du désert et la guerre. Le bétail est en train de mourir à cause de la sécheresse.
Faisant confiance à leur instinct, la plupart des villageois partent et se dirigent vers le sud. Rahne, le seul alphabétisé, décide de se diriger vers l'est avec ses trois enfants et Mouna, sa femme. Quelques moutons, quelques chèvres et Chamelle, un dromadaire, sont leurs seules richesses.
Rahne et sa famille traversent des terres hostiles sous un soleil meurtrier, marchant sans fin et croisant fréquemment la mort.  Leur exode va trouver une fin heureuse.

## Fiche technique
- Titre : Si le vent soulève les sables
- Réalisation : Marion Hänsel
- Scénario : Marc Durin-Valois et Marion Hänsel
- Production : Marion Hänsel
- Musique : René-Marc Bini
- Photographie : Walther van den Ende
- Montage : Michèle Hubinon
- Décors : Thierry Leproust
- Costumes : Yan Tax
- Pays d'origine :  Belgique,  France
- Format : couleur - 1,85:1 - Dolby Surround - 35 mm
- Genre : drame, road movie
- Durée : 96 minutes
- Dates de sortie : 
  -  Espagne : 24 septembre 2006 (Festival de Saint-Sébastien)
  -  France : 2 février 2007 (Rencontres Cinéma de Manosque), 2 mai 2007
  -  Burkina Faso : 26 février 2007 (Festival panafricain du cinéma et de la télévision de Ouagadougou)
  -  Belgique : 21 mars 2007

## Distribution
- Isaka Sawadogo : Rahne
- Asma Nouman Aden : Shasha
- Carole Karemera : Mouna
- Saïd Abdallah Mohamed : Ako
- Ahmed Ibrahim Mohamed : Ravil
- Moussa Assan : Janja
- Emil Abossolo-Mbo : Lassong
- Marco Prince : l'officier Armée Bleue
- Saïd Omar Aden : Assombo

## Autour du film
Bien que l'histoire ne soit pas localisée, le film a été tourné à Djibouti.

## Distinctions
- Festival de Saint-Sébastien 2006 :
  - prix CICAE, mention spéciale pour Marion Hänsel
  - nomination pour la Coquille d'or
- World film Festival de Capetown-Afrique du Sud, Prix du meilleur acteur
- Amazonas Film Festival de Manaus, Grand Prix, Président John Boorman
- Festival international du film de Copenhague, Prix Alice du meilleur film de femme
- Festival de Fribourg (Allemagne) : Prix du Public
- Internationales Film Fest de Emden-Nordeney, meilleur film engagé
- Festival Panafrica de Montréal (Canada), Prix du meilleur film de femme
- Festival Planet in Focus de Toronto, Meilleur film
- Quintessence 2007 : Python Royal, grand prix du festival